# Ардуэн, Кориолан
Кориолан Ардуэн (фр. Coriolan Ardouin; 11 декабря 1812, Пети-Тру-де-Нип — 12 июля 1835, Порт-о-Пренс) — гаитянский поэт-романтик, представитель литературного течения, получившего название «псевдоклассического».

## Биография
Родился в Южном департаменте Гаити. Европейско-африканского происхождения. Представитель известной гаитянской семьи Ардуэн. Его братьями были политик, президент Сената Гаити и историк Бобрен и политик Селиньи.
Прожил короткую жизнь, полную трагедий. Осиротел в 15 лет. Его ребёнок умер в колыбели, жена умерла после пяти месяцев брака, вскоре последовала и его собственная смерть от туберкулёза.
Автор только одного произведения: сборника стихов под названием Reliques d’un Poète Haitien («Реликвии гаитянского поэта»), опубликованного посмертно в 1837 году.
Его поэзия отмечена влиянием Казимира Делавиня и Альфонса де Ламартина.